# Amazonsottyrann
Amazonsottyrann (Knipolegus poecilocercus) är en fågel i familjen tyranner inom ordningen tättingar.

## Utbredning och systematik
Fågelns utbredningsområde sträcker sig från södra Venezuela och västra Guyana till östra Ecuador och Amazonområdet i Brasilien. Den behandlas som monotypisk, det vill säga att den inte delas in i några underarter.

## Status och hot
Arten har ett stort utbredningsområde, men tros minska i antal, dock inte tillräckligt kraftigt för att den ska betraktas som hotad. Internationella naturvårdsunionen IUCN listar arten som livskraftig (LC).